# Romain Valadier-Picard
Romain Valadier-Picard (París, 20 de julio de 2002) es un deportista francés que compite en judo.
Ganó una medalla de plata en el Campeonato Mundial de Judo de 2025 y una medalla de bronce en el Campeonato Europeo de Judo de 2023, ambas en la categoría de –60 kg.

## Palmarés internacional
| Campeonato Mundial | Campeonato Mundial    | Campeonato Mundial | Campeonato Mundial |
| Año                | Lugar                 | Medalla            | Categoría          |
| ------------------ | --------------------- | ------------------ | ------------------ |
| 2025               | Budapest (Hungría)    | Medalla de plata   | –60 kg             |
| Campeonato Europeo |                       |                    |                    |
| Año                | Lugar                 | Medalla            | Categoría          |
| 2023               | Montpellier (Francia) | Medalla de bronce  | –60 kg             |